# Laetitia Casta
Laetitia Casta (Laetitia Maria Laure Casta), född 11 maj 1978 i Pont-Audemer, Frankrike, är en fransk fotomodell och skådespelare. Hon är modell för bland annat L'Oréal Paris och har gjort visningar för Lacoste och andra kända märken. Casta hamnade på 17:e plats på The Worlds Most Beautiful Models.
2010 är Casta modell för Ralph Laurens senaste doft, Notorious. I musikvideon till Rihannas låt "Te Amo", släppt den 11 juni 2010, spelar Casta en femme fatale.

## Filmer i urval
- 1999 – Asterix och Obelix möter Caesar
- 2000 – Den blå cykeln
- 2002 – Rue des plaisirs
- 2008 – La jeune fille et les loups
- 2011 – Derrière les murs
- 2012 – Bedragaren
- 2018 – Brevbäraren som byggde ett palats[1]
- 2019 – Beyond the Horizon[2]